# Shell Lake
Shell Lake är administrativ huvudort i Washburn County i Wisconsin i USA. Vid 2010 års folkräkning hade Shell Lake 1 347 invånare.